# Strand Bookstore

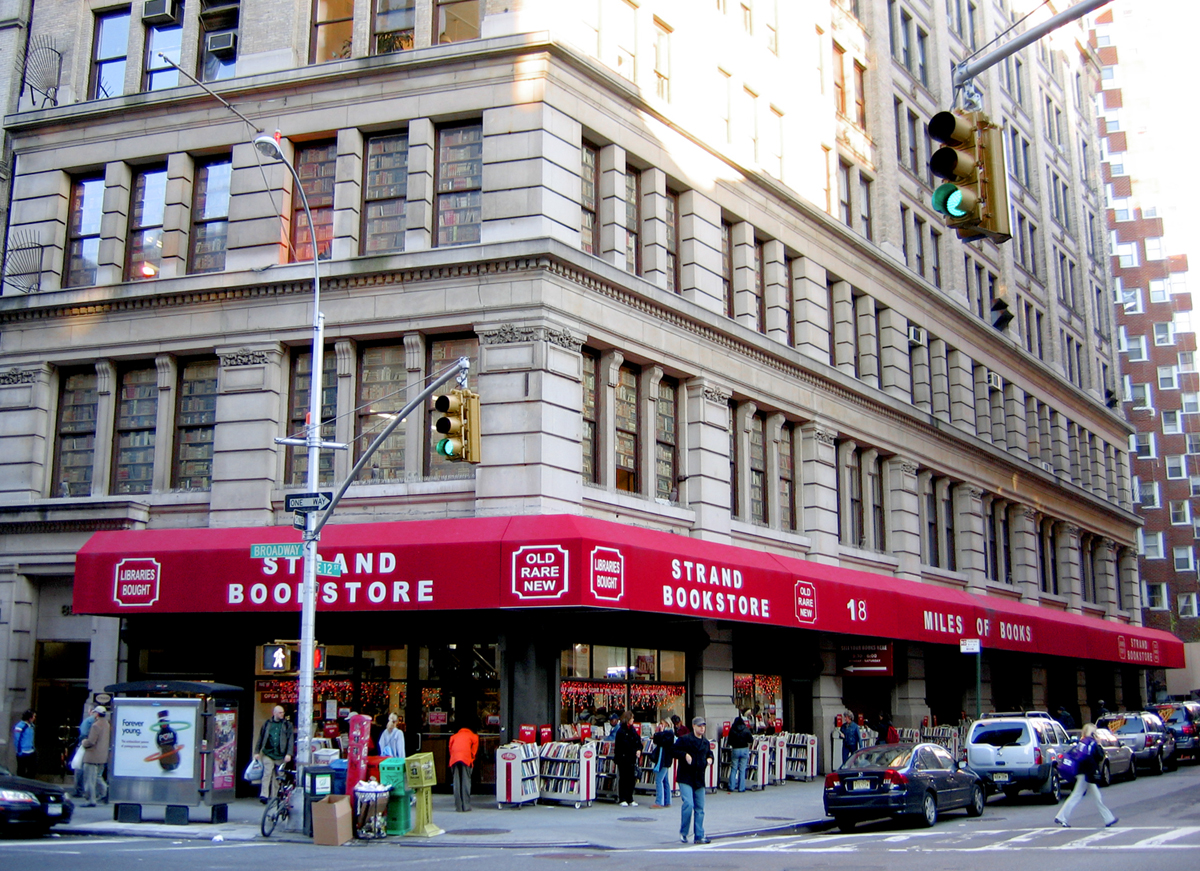
The Strand Bookstore na rogu 828 Broadway i 12 St

Strand Bookstore – jeden z największych na świecie i najbardziej znanych w USA antykwariatów, mieszczący się w Nowym Jorku. Reklamuje się jako księgarnia z 18 milami książek. Oprócz książek nowych oferuje publikacje używane, rzadkie, antykwaryczne, końcówki nakładów. 
Strand, którego nazwa pochodzi od ulicy w Londynie, został otwarty przez Benjamina Bassa w 1927 roku przy 4 Alei. Jego syn Fred przeniósł antykwariat w obecne miejsce, na róg 12 Ulicy i Broadway. Jego córka Nancy (żona Rona Wydena) jest obecnie współwłaścicielką Stranda. 
Strand książki sprzedaje także przez internet. Antykwariat oferuje usługę "Books by the foot" ("Książki na stopy"). Księgarnia oferuje pełną biblioteczkę książek dopasowanych tematycznie oraz kolorystycznie i rozmiarami.